# Feodor Kiseleff den äldre
Feodor Kiseleff den äldre, född 1 mars 1772, död 9 maj 1847, var en finländsk grosshandlare och fabrikör. 
Feodor Kiseleff inledde sin verksamhet som grosshandlare i den ryska gränsstaden Fredrikshamn. Då Finland 1808–1809 anslöts till det ryska riket, flyttade han stegvis sin verksamhet till Helsingfors. Bland annat tillverkades socker från 1812 i en anläggning vid nuvarande Alexandersgatan vid Senatstorget. År 1823 flyttades verksamheten ut ur staden till stranden av Tölöviken, där han grundade Tölö sockerbruk, som länge var den enda sockerfabriken i Finland. Då det nuvarande Helsingfors centrum uppfördes, kunde Kiseleff som rik och etablerad köpman profitera på byggverksamheten och de ryska investeringarna i staden. På tomten där sockerfabriken inledde sin verksamhet lät han uppföra stenhuset Kiseleffska huset, som fortfarande står kvar. Han ägde också en gård vid Nylandsgatan. Han tilldelades kommerseråds titel.
Kiseleffs söner fortsatte affärsverksamheten efter faderns död, bland andra konsul Feodor Kiseleff, som övertog Tölö sockerbruk och inköpte Alberga gård 1855. Familjen var under 1800-talet en stor kulturmecenat som bland annat understödde Svenska Teatern i Helsingfors.